# Johannesbourg Rangers Football Club
Pour les articles homonymes, voir Rangers.
Maillots
Rangers Football Club, communément appelé « Johannesburg Rangers », est un club sud-africain de football, fondé en Février 1889 à Johannesburg.
Le club disparue en 1963 lors de la fusion avec le Johannesburg Ramblers.

## Historique
Club de la communauté blanche d'Afrique du Sud, le Johannesburg Rangers remporte un titre en NFL Cup en 1959. 

## Palmarès
- Championnat d'Afrique du Sud (0) :
  - NFL : Finaliste en 1959

- Coupe d'Afrique du Sud (1) :
  - NFL Cup: Vainqueur en 1959